# Пам'ятник жертвам більшовицького терору (Феодосія)
Пам'ятник жертвам більшовицького терору — монумент в пам'ять про жертви більшовицького терору, встановлений у 2005 році у місті Феодосія (Крим).
Ідея встановлення хреста належить Валерію Заміховському, колишньому головному архітектору  і художнику Феодосії,прикрасити місто  великою кількістю пам'ятників.  Його пропозицію підтримав бізнесмен і депутат міста Олег Володимирович Павлов, староста церкви  ім'ям Іверської Божої Матері .

Пам'ятний хрест встановлений у Феодосії у 2005 році біля стародавнього храму Іверської ікони Божої Матері,, у якому в роки  Громадянської війни проводилися розстріли, у присутності жителів міста, представників духовенства і козацтва.
Монумент є одним з небагатьох пам'ятників подібного роду на терені Всього колишнього Радянського союзу. Встановлено на теренах Старого міста біля Іверської церкви.

## Примітка
1. ↑  DiSTiNCT. Памятник жертвам большевистского террора - фото Феодосии. www.krim.biz.ua. Архів оригіналу за 31 травня 2019. Процитовано 7 липня 2017.
2. ↑  Памятник жертвам большевистского террора / Феодосия (рос.). my-travels.club. Архів оригіналу за 16 серпня 2017. Процитовано 7 липня 2017.
3. ↑  Памятник Памятник жертвам большевистского террора  в Феодосии — адрес, телефон, отзывы, фото — Отдых в Крыму (рос.). Crimea4.me. Процитовано 7 липня 2017.{{cite web}}:  Обслуговування CS1: Сторінки з параметром url-status, але без параметра archive-url (посилання)